# Podarcis bocagei
Espèce
Synonymes
- Lacerta muralis var. bocagei Seoane, 1885

Statut de conservation UICN

 LC  : Préoccupation mineure
Podarcis bocagei est une espèce de sauriens de la famille des Lacertidae.

## Répartition
Cette espèce se rencontre dans le nord-ouest de l'Espagne et dans le nord du Portugal..

## Taxinomie
La sous-espèce Podarcis bocagei carbonelli a été élevée au rang d'espèce par Sá-Sousa et Harris en 2000.

## Étymologie
Cette espèce est nommée en l'honneur à José Vicente Barbosa du Bocage (1823-1907), le naturaliste portugais.

## Publication originale
- Seoane, 1885 1884 : Identidad de Lacerta schreiberi (Bedriaga) y Lacerta viridis var. Gadovii (BOULENGER), é investigaciones herpetologicas de Galicia. La Coruña, p. 1-19 (texte intégral).